# Cantone di Gonzanamá
Il Cantone di Gonzanamá è un cantone dell'Ecuador che si trova nella Provincia di Loja.
Il capoluogo del cantone è Gonzanamá.